# Hans Kiessling
 Carl Hans Fritz Kiessling, född 23 juli 1926 i Lundby församling, Västmanlands län, död 28 december 2003 i Östertälje församling, Stockholms län, var en svensk målare, grafiker och tecknare.
Kiessling var som konstnär autodidakt men bedrev vissa konststudier under resor till Rom och Paris. Separat ställde han ut i Stockholm, Eskilstuna, Södertälje och Karlskrona. Han medverkade i ett flertal samlingsutställningar bland annat i Södertälje, Lidingö och Falun. Bland hans offentliga arbeten märks utsmyckningar för Södertälje kommun och Karlskrona kommun. Hans var framför allt en naturmålare i impressionistisk stil som fann inspiration i den sörmländska naturen, i härjedalsfjällen samt den svenska skärgården. Han arbetade främst i akvarell men även i olja och akryl. Han var i många år en del av Södertälje konstnärskrets, Galleri kretsen. 
En minnesutställning med hans konst visades  2004 på Saltskog gård. Kiessling är representerad vid flera svenska landsting.